# るるたん
るるたん（1999年8月20日（25歳） - ）は、日本のタレント・YouTuber。身長163cm。胸のサイズはHカップ。
好きな食べ物はお米。嫌いな食べ物は野菜とゆで卵。好きなことは読書。好きな小説家は森見登美彦、森博嗣、誉田哲也。中学・高校とソフトボール部で運動好き。

## 略歴
出身地は秘密だが雪国の生まれであることは公表している。
幼少期は小児ぜんそくに苦しんだこともあり過保護に育てられた。
小学校時代は水泳、そろばん、くもん、テニス、トランポリン、空手など習い事で忙しい日々を送る。
親の仕事の都合で転勤族。転勤をするたびに友達を作ることに疲れる。小学５年生の頃は転校先の学校で馴染めずいじめられていた。
中学生時代は反抗期・メンヘラ期・モテ期の中、ソフトボール部の練習に励んでいた。中学時代に彼氏が途切れた期間は3日間だった。
中学を卒業する頃には胸のサイズがFカップあり、高校卒業する頃にはHカップになっていた。飲食店でバイトした時に制服のボタンが弾け飛んだという。
2018年4月、都内の4年生大学、法学部法律学科に進学。大学名は公表していない。
2019年9月、テスト期間に生活費3万円が足りず、大学2年生の時、ユメオトグループの新橋のデリヘル（ラブストーリー）でデビューする。源氏名は「るるか」。ガンダム好きのスタッフが『機動戦士ガンダムZZ』の登場人物ルー・ルカに由来してつけた。
2020年9月から歌舞伎町のデリヘル（デリス新宿）へ移籍。
2022年2月に潜入メンバーとしてYouTubeチャンネル「ホンクレch〜本指になってくれますか?〜」に参加。
2022年6月にYouTube個人アカウントを開設。
2023年10月には『週刊プレイボーイ』で雑誌グラビアデビュー。「インフルエンサー×グラビア新時代」特集で「デジタルネイティブ世代ぶっ刺さりの最旬4名」の1人として紹介された。

## 出演、取材実績
週刊SPA! 2023年 3/21・28合併号 - 取材記事掲載

実話BUNKAタブー 2022年8月号 - インタビュー記事掲載

週刊プレイボーイ 2023年 10/23号 - グラビア、インタビュー記事掲載

## 関連人物
- まりてん - YouTubeチャンネル「ホンクレch〜本指になってくれますか?〜」のメンバー